# Charles-François Mazurier
Pour les articles homonymes, voir Mazurier.
Charles-François Mazurier est un mime et danseur français né à Toulouse le 19 octobre 1798 et mort à Paris le 4 février 1828.

## Biographie
Célèbre danseur « disloqué », Mazurier commence sa carrière comme danseur comique et de caractère, en 1819 à Bordeaux, puis à Lyon (1820-1823). Ses succès répétés le conduisent à Paris où il débute en 1823 au théâtre de la Porte-Saint-Martin. L'auteur de la Nouvelle biographie théâtrale le nomme « le César de la pirouette, l'Alexandre de la cabriole, le privilégié du grand écart ». L'une de ses spécialités est son « pas de Polichinelle vampire », dansé sur des échasses, que Jean-Baptiste Blache a imaginé pour lui. 
Mazurier meurt à Paris en 1828, des suites d'une maladie de poitrine, à l'âge de vingt-neuf ans. Il a été inhumé au cimetière du Père-Lachaise. Sa tombe a depuis été reprise.

## Mazurier par Larousse
« Mazurier a fait les délices de tout Paris sous la Restauration. Bon danseur, mime charmant, sa gentillesse et ses lazzi, son adresse et son audace étaient incomparables dans Polichinelle vampire, les Meuniers, le Gascon à trois visages, le Déserteur, Jean-Jean, la Neige, Gulliver et surtout Jocko, joués à la Porte Saint-Martin. Dans Jocko petit drame touchant, Mazurier, cousu dans une peau de singe, faisait rire par ses gambades et pleurer par sa mort. Les Anglais nous envièrent Jocko, dont la vogue fut universelle ; ils engagèrent le clown français pour six semaines, au théâtre de Drury-Lane au prix de 1200 fr, par soirée, 200 fr de plus qu'on ne payait Talma et Mlle Mars. »

— Pierre Larousse, article « Clown » dans le Grand Dictionnaire universel du XIXe siècle, tome quatrième, 1869